# Pagellus affinis
Pagellus affinis es una especie de peces de la familia Sparidae en el orden de los Perciformes.

## Morfología
• Los machos pueden llegar alcanzar los 37 cm de longitud total.

## Distribución geográfica
Se encuentra en las  costas occidentales del Océano Índico (desde el Golfo Pérsico hasta el Golfo de Adén y las costas septentrionales de Somalia).